# Daurski Rezerwat Biosfery
Daurski Rezerwat Biosfery (ros. Государственный природный биосферный заповедник «Даурский») – ścisły rezerwat przyrody (zapowiednik) na południu Kraju Zabajkalskiego w Rosji. Znajduje się w pobliżu styku trzech państw: Rosji, Chin i Mongolii, w rejonach onońskim i borzińskim, a jego obszar wynosi 497,64 km². Rezerwat został utworzony dekretem rządu Rosyjskiej Federacyjnej Socjalistycznej Republiki Radzieckiej z dnia 25 grudnia 1987 roku. W 1994 roku został wpisany na listę konwencji ramsarskiej, a w 1997 roku otrzymał status rezerwatu biosfery UNESCO. W 2017 roku wspólnie z jego odpowiednikiem po stronie mongolskiej – Rezerwatem Biosfery Daurii Mongolskiej został wpisany na Listę Światowego Dziedzictwa UNESCO pod nazwą „Krajobrazy Daurii”. Dyrekcja rezerwatu znajduje się w miejscowości Niżnij Casuczej.

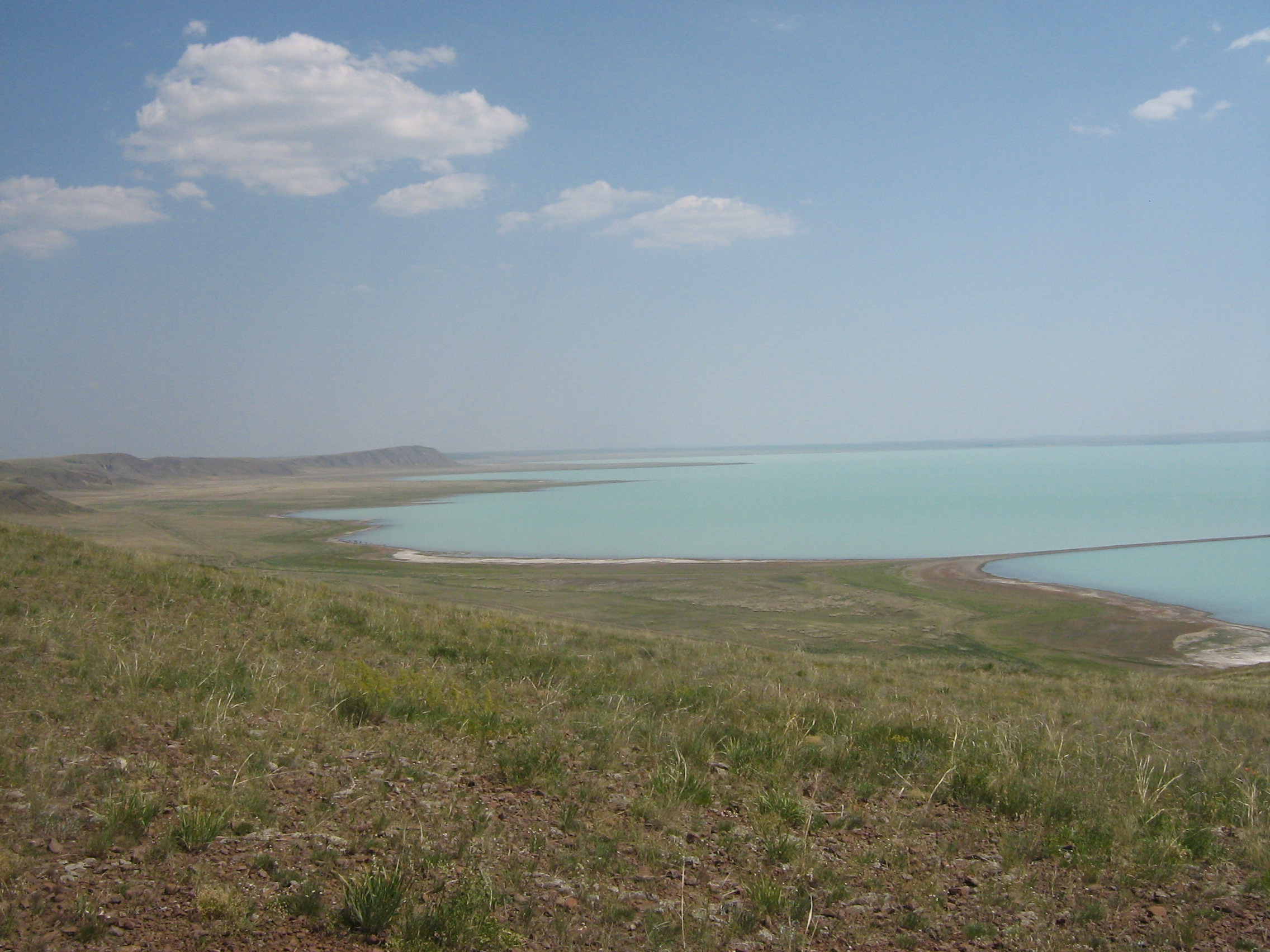
Jezioro Zun-Torej

## Opis
Rezerwat obejmuje część stepów dauriańskich. Jest to rozległy region (około 300 000 km²) położony na styku granic trzech państw – Rosji, Mongolii i Chin. Główna część regionu ma średnią wysokość 600–700 m n.p.m., w niektórych miejscach występują wzgórza. Rezerwat został utworzony w celu zachowania i zbadania unikalnych ekosystemów bagiennych, stepowych i leśnych Daurii. Na terenie rezerwatu znajduje się około 40 słonych jezior, z których większość istnieje tylko okresowo. Największe z nich to Barun-Torej i Zun-Torej.

Rezerwat składa się z dziewięciu sekcji połączonych w trzy części strefą ochronną o powierzchni 1732,01 km². Największa część to jezioro Barun-Torej i jego otoczenie. 

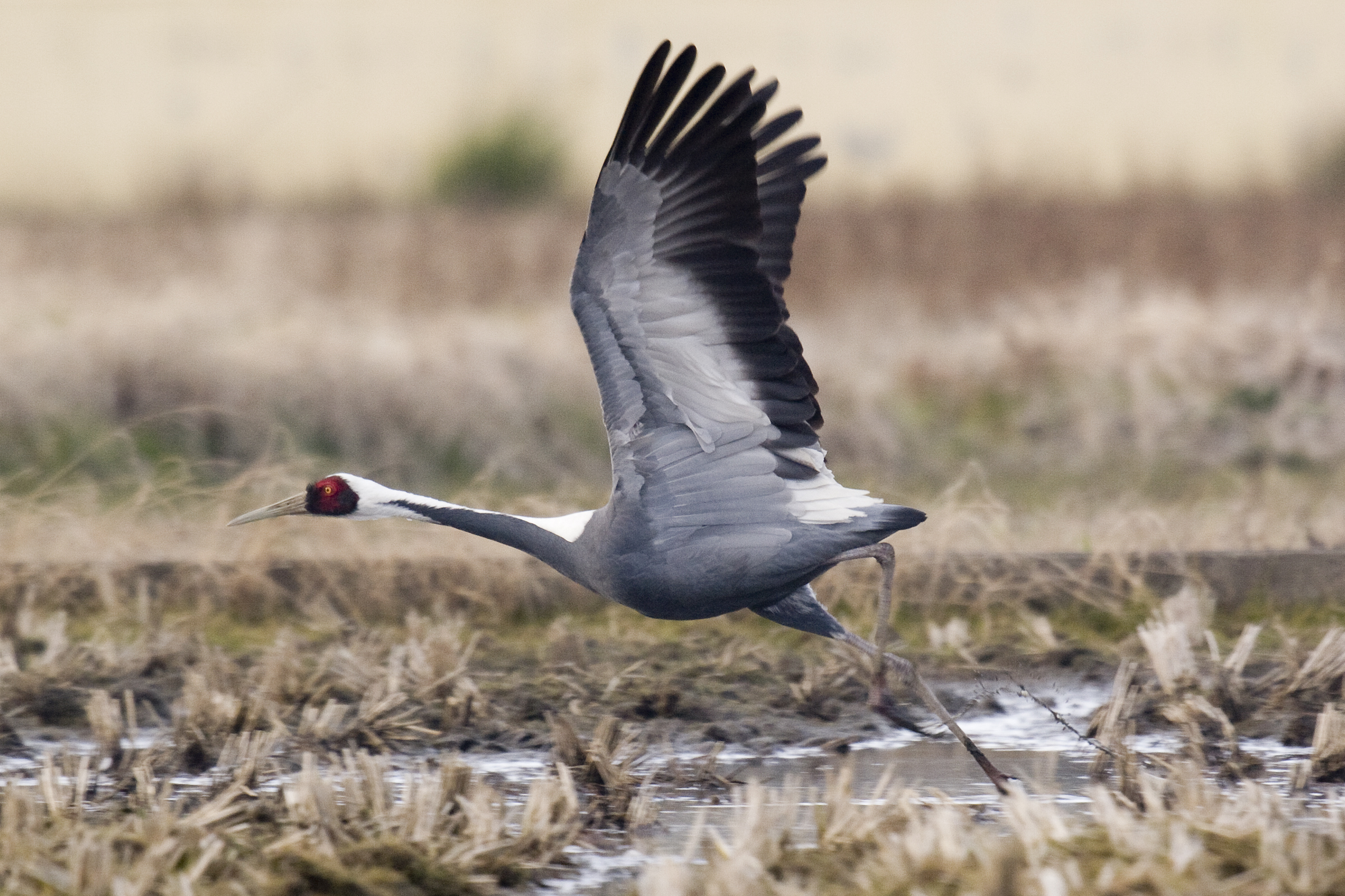
Żuraw białogłowy

## Flora
Teren rezerwatu to głównie stepy. Mniejsze obszary zajmują łąki, słone bagna i lasy. Występuje tu 530 gatunków roślin naczyniowych. W zbiorowiskach stepowych dominują trawy kserofityczne. W lasostepie liczne są: morela syberyjska (Prunus sibirica), irga czarna i mongolska (Cotoneaster mongolicus), porzeczka dwukolcowa (Ribes diacanthum). Na słonych bagnach rosną m.in.: zatrwian złoty (Limonium aureum), łużnik syberyjski (Nitraria sibirica), potasznik liściasty (Kalidium foliatum), szparag krótkolistny (Asparagus brachyphyllus).

## Fauna
W rezerwacie występuje 50 gatunków ssaków, 324 gatunki ptaków, 3 gatunki gadów, 3 gatunki płazów, 6 gatunków ryb oraz ponad 2000 gatunków bezkręgowców.
Żyją tu tysiące dżereni mongolskich, manule stepowe, świstaki syberyjskie, chinojeże dauryjskie (Mesechinus dauuricus), lisy stepowe, wilki szare, jenoty azjatyckie, borsuki azjatyckie, szczekuszki dauryjskie (Ochotona dauurica), suwaki mongolskie, alaktagi syberyjskie (Allactaga sibirica), łasice syberyjskie, rysie euroazjatyckie.
Rezerwat jest jednym z najważniejszych obszarów ochrony ptaków (konwencja ramsarska). Żyje tu 15 zagrożonych gatunków ptaków, które znajdują się w Czerwonej księdze gatunków zagrożonych IUCN. Są to m.in.: gęś łabędzionosa, mewa reliktowa, drop zwyczajny, żuraw biały, żuraw białoszyi, żuraw białogłowy, żuraw mandżurski, orzeł cesarski, raróg zwyczajny, orlik grubodzioby.
Żyją tu też m.in. żurawie stepowe, kalandry mongolskie (Melanocorypha mongolica), łabędzie krzykliwe, orły stepowe, orły przednie, czaple siwe.

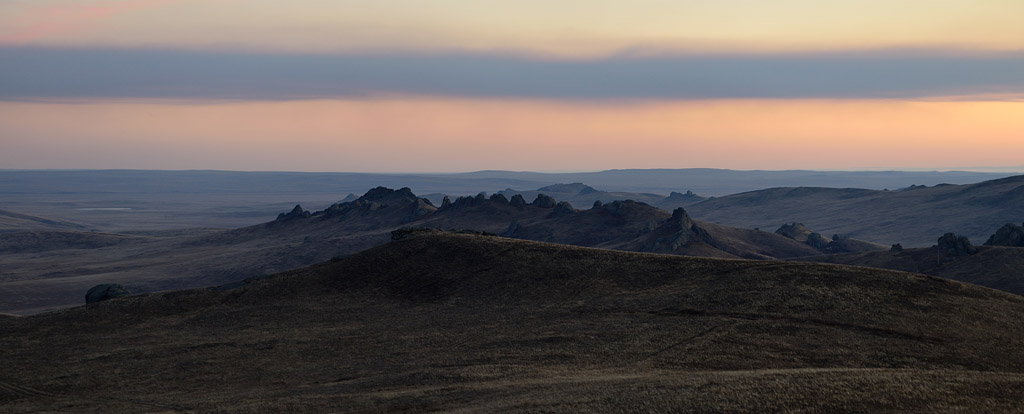
Panorama jednej z części rezerwatu – Odon-Czełon

## Klimat
Rezerwat znajduje się w strefie klimatu kontynentalnego. Najcieplejszym miesiącem jest lipiec (średnia miesięczna temperatura plus 19–20 °C), najzimniejszym styczeń (średnia miesięczna temperatura minus 24–26 °C). Maksymalne temperatury latem mogą osiągnąć plus 49 °C, a minimalne temperatury zimowe minus 45–47 °C. W ciągu roku występuje średnio 290 mm opadów, głównie latem.